# 七曲山大庙
七曲山大庙位于四川省绵阳市梓潼县城北七曲山上，1980年7月7日列為四川省重新確定公布的第一批省級文物保護單位。1996年11月20日公佈為第四批全國重點文物保護單位。
大庙始建于晋，原为祀张亚子的亚子祠，元初张亚子被封为“文昌帝君”后改建为文昌宫，现存建筑主要建于元明清三代。庙旁有古柏二万余株，是中国面积最大的柏林。主要建筑有盘陀石殿（元代建筑）、家庆堂、天尊殿、桂香殿、风洞楼、白特殿、关圣殿、观象台（以上为明代建筑）、正殿、百尺楼、瘟祖殿、灵官殿、启圣宫、五瘟殿、善教祠（以上为清代建筑）等。